# Jeremy Saygbe
Jeremy Saygbe (Monrovia, 1 de junio de 2001) es un futbolista liberiano que juega de defensa en el LISCR FC de la Primera División de Liberia. Es internacional con la selección de fútbol de Liberia.

## Trayectoria
Saygbe comenzó su carrera deportiva en 2016 en el FC Fassell, y después fichó por el Barrack Young Controllers FC en el año 2018, que abandonó en 2019, cuando fichó por el LISCR FC.
En 2021 se marchó cedido al R. B. Linense de la Primera División RFEF española.

## Selección nacional
Saygbe es internacional con la selección de fútbol de Liberia, con la que debutó el 30 de septiembre de 2019 en un partido amistoso frente a la selección de fútbol de Botsuana.

## Clubes
| Club                         | País    | Año       |
| ---------------------------- | ------- | --------- |
| FC Fassell                   | Liberia | 2016-2017 |
| Barrack Young Controllers FC | Liberia | 2018-2019 |
| LISCR FC                     | Liberia | 2019-act. |
| R. B. Linense (cedido)       | España  | 2021-2022 |